# دانشگاه ایالتی متروپولیتن

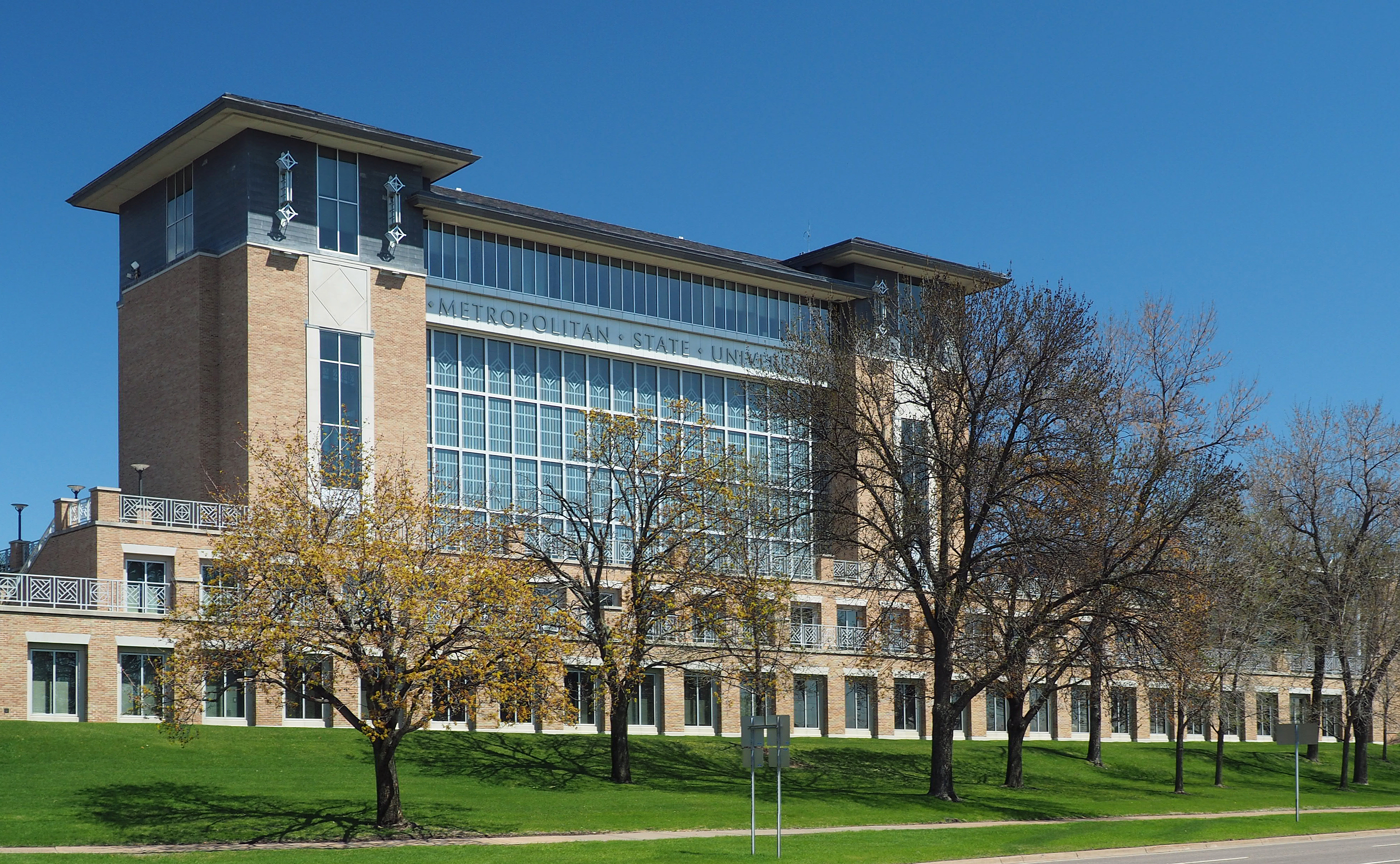

دانشگاه ایالتی متروپولیتن یک دانشگاه دولتی در سینت پال-مینیاپولیس است. این دانشگاه این یکی از اعضای سیستم کالج‌ها و دانشگاه‌های ایالتی مینه سوتا است. در طول دهه ۱۹۸۰، ثبت نام از حدود ۱۰۰۰ دانش آموز به بیش از ۲۵۰۰ دانش آموز افزایش یافت. این دانشگاه برنامه‌های خود را به ۳۰ برنامه لیسانس گسترش داد زیرا دولت بودجه برای مؤسسه را افزایش داد.